# Línea 11 (Salamanca de Transportes)
La línea 11 de la red de Autobuses Urbanos de Salamanca une la avenida de Los Cipreses con el barrio de Buenos Aires, pasando por los Hospitales.

## Características
La línea 1 enlaza la zona de Los Cipreses, en el barrio de Garrido con el barrio de Buenos Aires en aproximadamente 30 minutos. Este recorrido también es realizado por la línea 1 con la diferencia de que esta línea lo realiza por los Hospitales mientras que la línea 1 lo hace por la Gran Vía.
Esta línea inició servicio en el año 1990 con la numeración 1-B y con el recorrido Estación - Hospitales - Buenos Aires.
Está previsto que en un futuro próximo se incorpore hasta un autobús más al servicio, haciendo que el tiempo de paso baje de los 15 minutos actuales.
Al igual que el resto de las líneas urbanas de la ciudad de Salamanca, está operada por Salamanca de Transportes, perteneciente a Grupo Ruiz

### Frecuencias
| Lunes a viernes laborables |                |
| de 7:20 a 22:35            | cada 15-20 min |
| Sábados laborables         |                |
| de 8:20 a 22:40            | cada 20-30 min |
| Domingos y festivos        |                |
| de 10:00 a 22:30           | cada 30 min    |

| Lunes a viernes laborables |                |
| de 7:20 a 22:35            | cada 15-20 min |
| Sábados laborables         |                |
| de 8:30 a 22:30            | cada 20-30 min |
| Domingos y festivos        |                |
| de 10:00 a 22:30           | cada 30 min    |

NOTA: La última expedición de lunes a sábado finaliza en la parada del paseo de San Vicente

## Recorrido y paradas

### Sentido Buenos Aires
La línea inicia su recorrido frente al Multiusos Sánchez Paraíso, en la avenida de los Cipreses, la cual recorre hasta el final en la glorieta del Río Miño. En dicha glorieta, gira a la derecha para poder continuar por el paseo de la Estación, dejando a su izquierda la estación de tren.
Una vez llegado el recorrido al final del paseo de la Estación, gira en la plaza de España para incorporarse a la avenida de Mirat hasta la puerta de Zamora, donde continúa por el paseo de Carmelitas, parando en las puertas del Hospital General de la Santísima Trinidad, y, tras el cambio de denominación del paseo a paseo de San Vicente, en el antiguo Hospital de la Virgen de la Vega.
En la glorieta de los Sanitarios, gira a la derecha, dejando a dicho lado las urgencias del nuevo hospital universitario y realizando su recorrido por el nuevo paseo de la Transición Española, que continúa hasta su giro a la izquierda para atravesar el río Tormes.
Una vez cruzado el río gira a la derecha tomando la avenida del Padre Ignacio Ellacuría para girar a la izquierda hacia el paseo del Lunes de Aguas hasta llegar a la Avenida de Lasalle, la cual recorrerá junto a su prolongación, la avenida de Juan Pablo II para atravesar el barrio de Tejares. Al final de la avenida Juan Pablo II, gira a la izquierda para poder llegar al final de línea en la calle Coria.
NOTA: La última expedición finaliza de lunes a sábado en la parada señalada en amarillo.
| Código | Parada                                          | Común con      | Otros                                 |
| ------ | ----------------------------------------------- | -------------- | ------------------------------------- |
| 268    | Avenida de Los Cipreses, s/n                    | 1              |                                       |
| 269    | Avenida de Los Cipreses, 84                     | 1              |                                       |
| 270    | Paseo de la Estación, 117                       | 1 7            | Estación de Salamanca                 |
| 271    | Paseo de la Estación, 85                        | 1              |                                       |
| 272    | Paseo de la Estación, 61                        | 1              |                                       |
| 2      | Paseo de la Estación, 29                        | 1 10           |                                       |
| 3      | Plaza de España, 7                              | 1 10           | Transporte Metropolitano de Salamanca |
| 33     | Avenida de Mirat, 22                            | 2 6 9 10 13    |                                       |
| 34     | Plaza de Gabriel y Galán                        | 6 10 13        | Transporte Metropolitano de Salamanca |
| 35     | Paseo de Carmelitas, 94                         | 5 6 10         |                                       |
| 36     | Paseo de San Vicente, 106                       | 4 5 6 10 14 15 | Transporte Metropolitano de Salamanca |
| 336    | Paseo de la Transición Española, s/n (Hospital) | 5              |                                       |
| 338    | Paseo de la Transición Española, s/n            | 5              |                                       |
| 235    | Avenida del Padre Ignacio Ellacuría, s/n        |                |                                       |
| 277    | Paseo del Lunes de Aguas, 37                    |                |                                       |
| 11     | Avenida de Lasalle, frente 143                  | 1              |                                       |
| 12     | Avenida de Lasalle, 152                         | 1              |                                       |
| 13     | Avenida de Juan Pablo II, 12                    | 1              | Transporte Metropolitano de Salamanca |
| 14     | Avenida de Juan Pablo II, frente 46             | 1              |                                       |
| 15     | Avenida de Juan Pablo II, s/n                   | 1              |                                       |
| 16     | Calle Coria (junto a Iglesia)                   | 1              |                                       |

### Sentido Los Cipreses
La línea inicia su recorrido junto a la Iglesia de Buenos Aires, en la calle Coria del citado barrio.
Tras ello realiza un giro a la derecha por la antigua N-620, renombrada en sus tramos urbanos como Avenida de Juan Pablo II y Avenida de Lasalle, atravesando el barrio de Tejares hasta el cruce con el paseo del Lunes de Aguas, donde gira a la izquierda para recorrerlo junto a la avenida del Padre Ignacio Ellacuría, llegando al puente del VIII Centenario tras realizar un giro a la izquierda.
Tras atravesar el Tormes, gira a la derecha para encaminarse por el paseo de la Transición Española hasta la glorieta de los Sanitarios, pasando por el nuevo hospital universitario, donde gira a la izquierda para poder subir por el paseo de San Vicente y su prolongación, el paseo de Carmelitas. 
Llegado el recorrido a la puerta de Zamora, continuará por la avenida de Mirat, que recorrerá en su totalidad hasta la plaza de España, donde encarará el Paseo de la Estación, pasando por la estación de tren. Al poco de dejarla a su derecha, gira a la izquierda para realizar su tramo final por la Avenida de Los Cipreses, llegando hasta la Glorieta de Castilla y León, donde realiza un cambio de sentido para finalizar en lo que será la cabecera del otro sentido, frente al Multiusos Sánchez Paraíso.
NOTA: La última expedición finaliza de lunes a sábado en la parada señalada en amarillo.
| Código | Parada                                   | Común con      | Otros                                 |
| ------ | ---------------------------------------- | -------------- | ------------------------------------- |
| 16     | Calle Coria (junto a Iglesia)            | 1              |                                       |
| 17     | Avenida de Juan Pablo II, s/n            | 1              |                                       |
| 18     | Avenida de Juan Pablo II, 71             | 1              |                                       |
| 19     | Plaza de Tejares, 2                      | 1              | Transporte Metropolitano de Salamanca |
| 20     | Avenida de Lasalle, 179                  | 1              |                                       |
| 21     | Avenida de Lasalle, 143                  | 1              |                                       |
| 279    | Paseo del Lunes de Aguas, s/n            |                |                                       |
| 236    | Avenida del Padre Ignacio Ellacuría, s/n |                |                                       |
| 339    | Paseo de la Transición Española, s/n     | 5              |                                       |
| 337    | Paseo de la Transición Española, s/n     | 5              |                                       |
| 39     | Paseo de San Vicente, 101                | 4 5 6 10 14 15 | Transporte Metropolitano de Salamanca |
| 40     | Paseo de Carmelitas, 85                  | 5 6 10         |                                       |
| 41     | Avenida de Mirat, 43                     | 2 6 9 10 13    | Transporte Metropolitano de Salamanca |
| 42     | Avenida de Mirat, 13                     | 2 6 9 10 13    |                                       |
| 29     | Paseo de la Estación, 6                  | 11             |                                       |
| 30     | Paseo de la Estación, 80                 | 11             |                                       |
| 31     | Paseo de la Estación, 108                | 11             |                                       |
| 32     | Paseo de la Estación, s/n                | 7 11           | Estación de Salamanca                 |
| 267    | Avenida de Los Cipreses, 81              | 11             |                                       |
| 268    | Avenida de Los Cipreses, s/n             | 11             |                                       |